# Minipivovar a pivnice U Stočesů

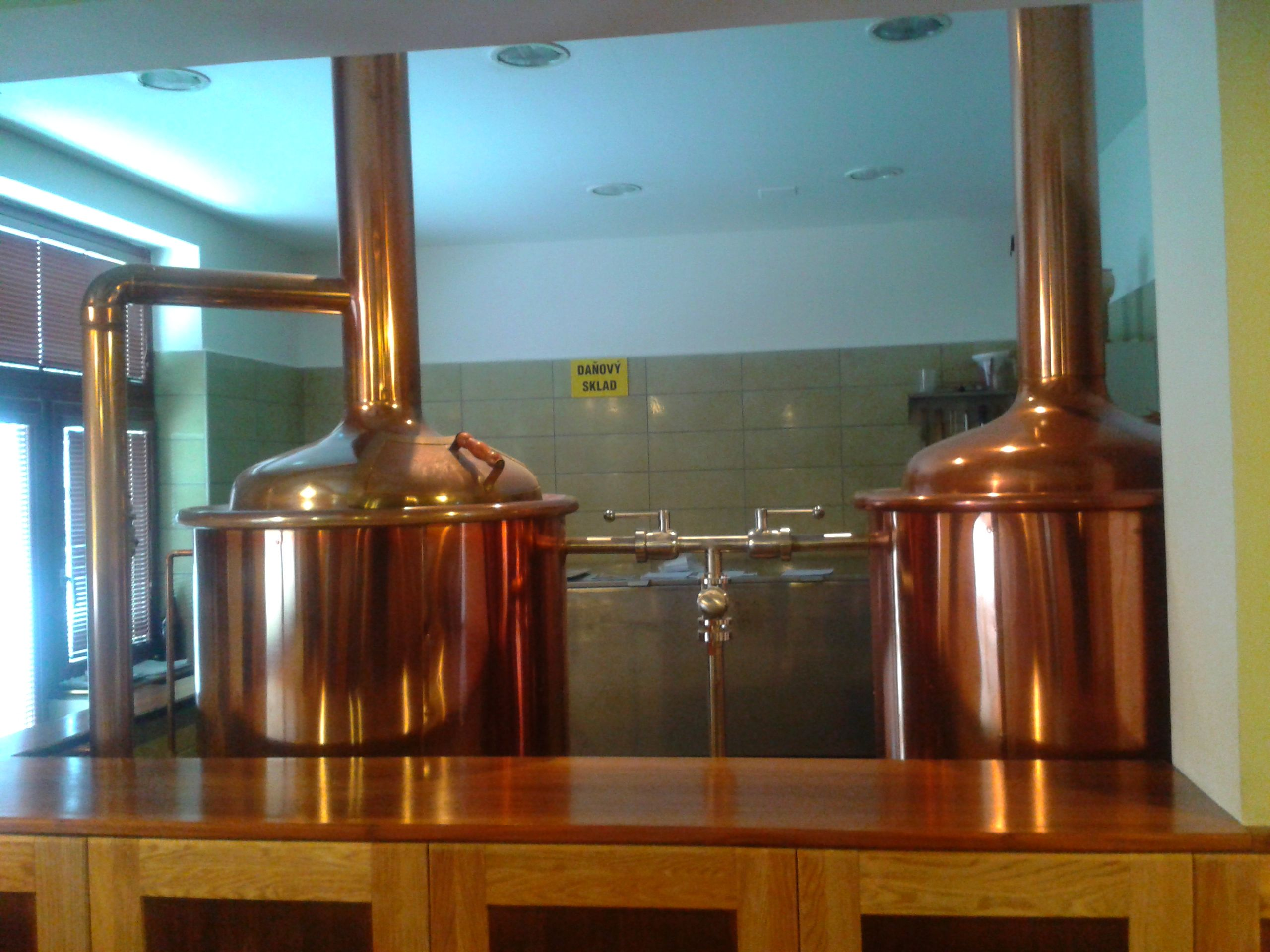
Detail varní spoupravy.

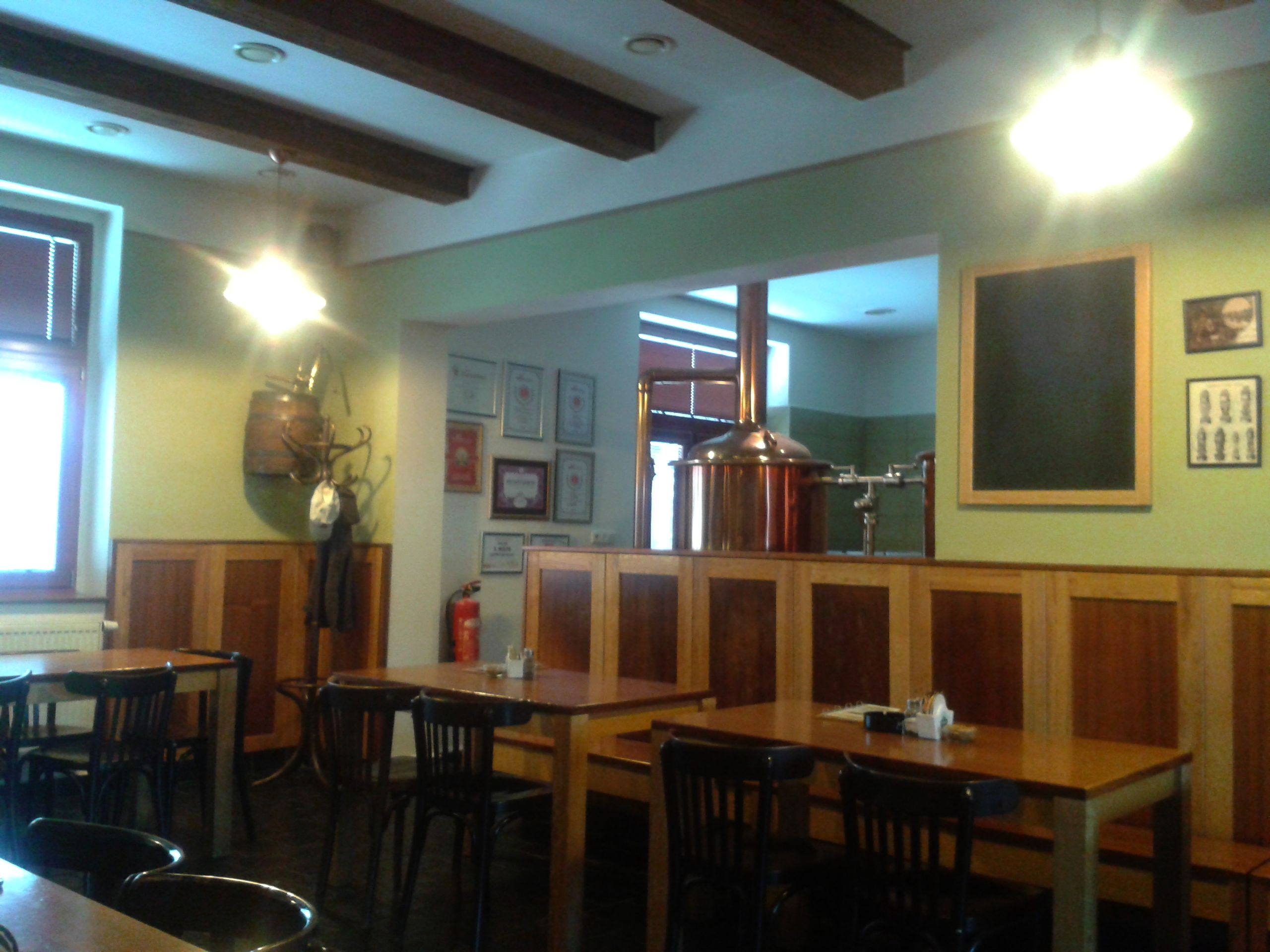
Interiér pivnice s minipivovarem.

Minipivovar U Stočesů je minipivovar v Rokycanech, je umístěn ve stejnojmenné restauraci, jejíž historie sahá do počátku 20. století. Byl založen v roce 2011 a jeho současným (2016) sládkem je Jaroslav Řepiš.

## Historie
Dům, v němž se nachází restaurace a minipivovar, byl postaven spolu s okolní zástavbou rokycanského Rašínova ve 30. letech 20. století. 28. ledna 1932 bylo městskou radou v Rokycanech vydáno Leopoldu Veselému stavební povolení na obytný dům s restaurací, 22. září 1932 pak povolení k obývání a užívání. V roce 1933 bylo vydáno povolení i pro kuželník. V květnu 1945 byla restaurace využita americkou armádou, která si na zahradě zřídila polní kuchyni. V roce 1970 byly učiněny pokusy o přestavbu a rozšíření restaurace. Z finančních důvodů a z důvodu neochoty majitelky objektu paní Stočesové ze záměru sešlo. K přestavbě došlo až v roce 2011 v souvislosti s vybudováním minipivovaru.
Historicky mělo zdejší pohostinství různé názvy, zpravidla odrážející jména majitelů: Restaurace Na Veselce, Pivnice U Barnů, U Stočesů či U Stočesa.

## Technologie
Pro výrobu piva je použito technologické vybavení od firmy Joe's Garage Brewery JGB 200 s dvounádobovou varní soupravou o kapacitě várky 200 l, čtyřmi nerezovými kvasnými káděmi o objemu 400 litrů a třemi nerezovými kvasnými káděmi o objemu 600 litrů a 8 nerezových tanků o objemu 1000 l pro dokvašování a související podpůrnou technologií (teplá a chlazená voda, vzduch, apod.). Pro výrobu piva je využívána voda z vlastního zdroje.

## Vařená piva
Stočeská 11°
Spodně kvašený ležák plzeňského typu s obsahem alkoholu 3,8 % obj., extraktem původní mladiny 11,5; hořkostí 40 IBU a barvou 15 EBC.
Harcíř 12°
Spodně kvašený ležák plzeňského typu s obsahem alkoholu 4,5 % obj., extraktem původní mladiny 12,5; hořkostí 25 IBU a barvou 18 EBC.
Řepiš 12°
Spodně kvašený polotmavý ležák plzeňského typu s obsahem alkoholu 4,5 % obj., extraktem původní mladiny 12,5; hořkostí 20 IBU a barvou 45 EBC.
Hutník 12°
Spodně kvašený tmavý ležák s obsahem alkoholu 4,5 % obj., extraktem původní mladiny 12,5; hořkostí 25 IBU a barvou 100 EBC.
Weizengrimm 12°
Svrchně kvašené pšeničné pivo bavorského typu s obsahem alkoholu 4,5 % obj., extraktem původní mladiny 12,5; hořkostí 20 IBU a barvou 18 EBC.
Dále byla či jsou příležitostně vyráběna piva Stočeský Speciál 12°, Patriot 12°, Mariášnický speciál a Rokycanský kros.